# (471210) 2010 VW11
(471210) 2010 VW11 ist ein großes transneptunisches Objekt im Kuipergürtel, das bahndynamisch als Scattered Disk Object (SDO) eingestuft wird. Aufgrund seiner Größe gehört der Asteroid möglicherweise zu den Zwergplanetenkandidaten.

## Entdeckung
2010 VW11 wurde am 3. November 2010 von einem Astronomenteam, bestehend aus Dave Rabinowitz, Meg Schwamb und Suzanne Tourtellotte, mit dem 3,6–m–ESO-Teleskop am La-Silla-Observatorium (Chile) der Europäischen Südsternwarte (ESO) entdeckt. Der Planetoid erhielt später von der IAU die Kleinplaneten-Nummer 471210.
Nach seiner Entdeckung ließ sich 2010 VW11 auf Fotos bis zum 6. Oktober 2002, die im Rahmen des Near-Earth-Asteroid-Tracking-Programmes (NEAT) am Palomar-Observatorium (Kalifornien) gemacht wurden, zurückgehend identifizieren und so seinen Beobachtungszeitraum um 8 Jahre verlängern, um so seine Umlaufbahn genauer zu berechnen. Seither wurde der Planetoid durch verschiedene erdbasierte Teleskope beobachtet. Im April 2017 lagen insgesamt 76 Beobachtungen über einen Zeitraum von 6 Jahren vor. Die bisher letzte Beobachtung wurde im Juli 2015 am Lowell-Observatorium (Arizona) durchgeführt. (Stand 17. März 2019)

## Eigenschaften

### Umlaufbahn
2010 VW11 umkreist die Sonne in 356,62 Jahren auf einer elliptischen Umlaufbahn zwischen 36,55 AE und 64,02 AE Abstand zu deren Zentrum. Die Bahnexzentrizität beträgt 0,273, die Bahn ist 27,81° gegenüber der Ekliptik geneigt. Derzeit ist der Planetoid 36,61 AE von der Sonne entfernt. Das Perihel durchlief er das letzte Mal 2015, der nächste Periheldurchlauf dürfte also im Jahre 2371 erfolgen.
Sowohl Marc Buie (DES) als auch das Minor Planet Center klassifizieren den Planetoiden als SDO; letzteres führt ihn auch allgemein als «Distant Object».

### Größe
Derzeit wird von einem Durchmesser von 358 km ausgegangen, basierend auf einem Rückstrahlvermögen von 8 % und einer absoluten Helligkeit von 5,7 m. Ausgehend von diesem Durchmesser ergibt sich eine Gesamtoberfläche von etwa 403.000 km2. Die scheinbare Helligkeit von 2010 VW11 beträgt 21,21 m.
Da es denkbar ist, dass sich 2010 VW11 aufgrund seiner Größe im hydrostatischen Gleichgewicht befindet und somit weitgehend rund sein könnte, erfüllt er möglicherweise die Kriterien für eine Einstufung als Zwergplanet. Mike Brown geht davon aus, dass es sich bei 2010 VW11 um vielleicht einen Zwergplaneten handelt.
| Jahr                                         | Abmessungen km | Quelle   |
| -------------------------------------------- | -------------- | -------- |
| 2018                                         | 386,0          | Johnston |
| 2018                                         | 358,0          | Brown    |
| Die präziseste Bestimmung ist fett markiert. |                |          |